# Barilius barna
Barilius barna es una especie de peces de agua dulce de la familia Cyprinidae.

## Área de distribución
Se encuentra en las cuencas de los ríos Bagmati, Brahmaputra, Gaylegphug, Ganges (Ganges, Gandaki, Karnali y Kosi), Krishná, Manas, Mekong, Sankosh, Sarbhang Khola, que riegan los estados de India, Nepal, Bangladés y Birmania.

## Morfología
Los machos pueden llegar alcanzar los 15 cm de longitud total.